# قائمة العناصر الكيميائية
هذه قائمة بالعناصر الكيميائية مرتبة حسب العدد الذري. يحتوي الجدول أيضا على خصائص أخرى يمكن ترتيب العناصر وفقها (بالضغط على الأسهم في ترويسة الدول) مثل الرمز الكيميائي، والوزن الذري لأكثر النظائر والمجموعة والدورة الموجودة بالجدول الدوري. العنصر الكيميائي الذي غالبًا ما يسمى ببساطة عنصر هو نوع من الذرات التي تحتوي جميعها على نفس عدد البروتونات في نواتها الذرية.

## الترميز
| فلزات قلوية | فلزات قلوية ترابية | اللانثينيدات | الأكتينيدات | فلزات انتقالية | فلزات أخرى | أشباه الفلزات | اللافلزات الأخرى | هالوجينات | غازات نبيلة | غير معروفة الخواص الكيميائية |